# Medovik
Medovik (tiếng Nga: медови́к (medovik), từ мёд/мед — 'mật ong') là một loại bánh phổ biến tại các quốc gia thuộc Liên Xô cũ. Các nguyên liệu dễ nhận dạng của món ăn này là mật ong, smetana (kem chua) hay sữa đặc.
Đây là món tráng miệng được biết đến với sự cầu kỳ và công phu trong việc chế biến. Nó bao gồm nhiều lớp bánh bông lan với nhân kem và thường được phủ bằng các loại hạt hoặc vụn làm từ bánh còn sót lại. Trong khi các lớp mỏng cứng lại ngay sau khi lấy ra khỏi lò, độ ẩm của nhân sẽ được làm mềm lại theo thời gian. Có rất nhiều công thức và biến thể của món bánh này, nhưng nguyên liệu chính vẫn là mật ong, tạo nên hương vị thơm ngon đặc trưng.

## Xuất xứ
Theo truyền thống của nước Nga, chiếc bánh này được tạo ra vào thế kỷ 19 ở Đế quốc Nga bởi một đầu bếp trẻ người đã tìm cách gây ấn tượng với Luise xứ Baden, vợ của Hoàng đế Aleksandr I. Bà không thể ăn được mật ong, và bất kỳ món ăn nào làm từ mật ong đều khiến bà phát điên. Tuy nhiên, một ngày nọ, một thợ làm bánh kẹo trẻ tuổi mới vào bếp của Hoàng gia không biết thái hậu không thích, và anh đã nướng một chiếc bánh mới với mật ong và kem chua. Ngạc nhiên thay, không hề biết đến mật ong, Yelizaveta ngay lập tức yêu thích chiếc bánh này.
Mặc dù vậy, các sách dạy nấu ăn truyền thống của Nga "ít hoặc không đề cập đến" bánh medovik. Medovik đã trở nên phổ biến rộng rãi tại Liên Xô. Ngày nay, có rất nhiều biến thể của medovik: với sữa đặc, kem bơ hoặc sữa trứng.

## Biến thể

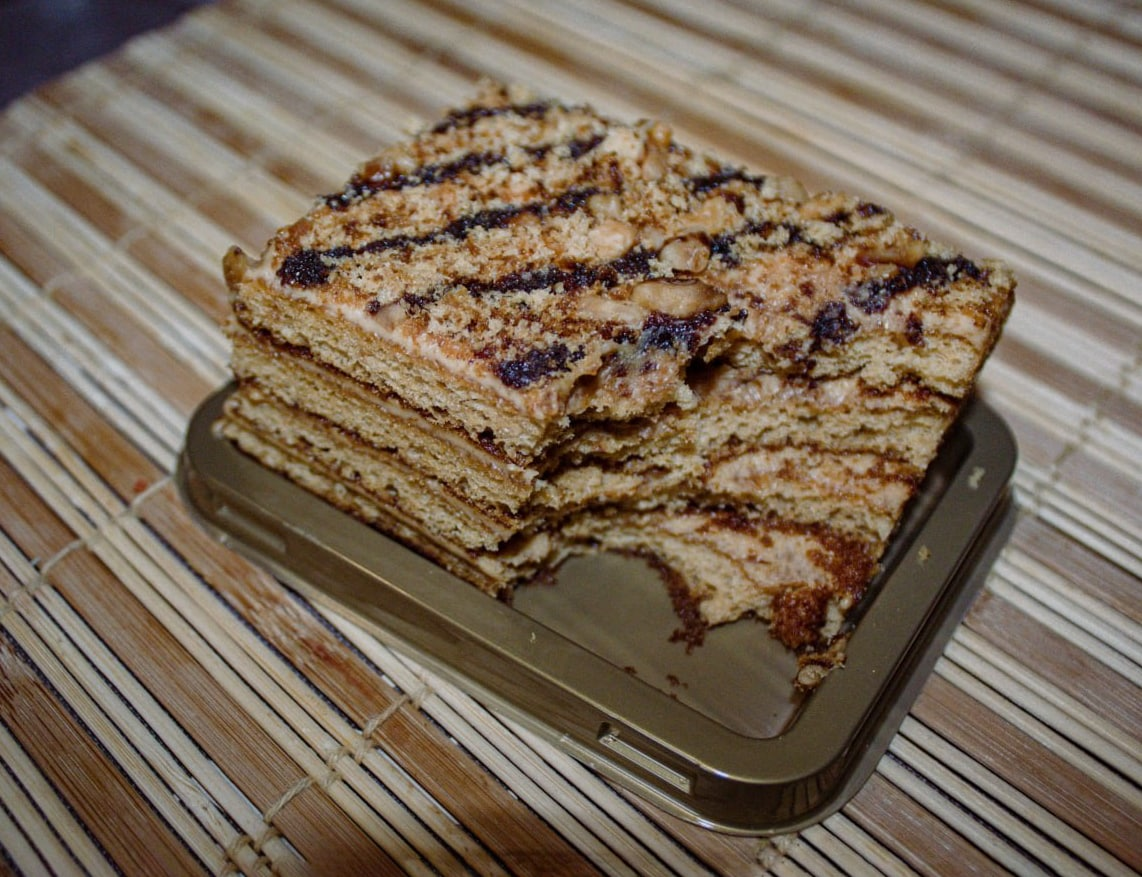
Bánh Marlenka (Medovik) của Cộng hòa Séc

Medovik cũng khá phổ biến ở các nước Đông và Trung Âu khác. Medovnik của Cộng hòa Séc và Miodownik của Ba Lan là hai trong số đó. Ở Bulgaria, Medovik được biết đến với tên French Village Cake. Bánh medivnyk của Ukraina được làm ra nhưng không có kem.